# Latta (Caroline du Sud)
Pour les articles homonymes, voir Latta.
Latta est une ville située dans le comté de Dillon, dans l’État de Caroline du Sud, aux États-Unis. Lors du recensement de 2020, elle comptait 1 296 habitants.